# 徐俐
徐 俐（じょ り、1961年8月2日 - ）は、中華人民共和国のニュースキャスター・司会者。

## 経歴
1961年8月2日、湖南省湘潭専区臨湘県（現在は岳陽市に属す）で生まれる。徐俐は若い知識青年で、上山下郷運動に参加した。1978年 - 1986年まで長沙人民広播電台の司会を務めた。1986年 - 1992年には、長沙電視台の司会を務めた。1992年に中国中央電視台に入社し、CCTV-4新聞組組長・『中国新聞』のニュースキャスターに配属された。2021年8月25日に『今日関注』のニュースキャスターに退任し、司会界から引退した。

## 家族
夫の張天蔚は中央美術学院教授・彫刻家。

## 著作
- 『優雅是一種選擇』. 広西壮族自治区: 漓江出版社. (2010). ISBN 9787540746087
- 『女人是一種態度』. 広西壮族自治区: 漓江出版社. (2011). ISBN 9787540751104
- 徐俐; 張天蔚 (2011). 『埡口：聴徐俐講梅里転山的故事』. 広西壮族自治区: 漓江出版社. ISBN 9787540749163